# SEAT Open 2004
SEAT Open 2004 — жіночий тенісний турнір, що проходив на закритих кортах з твердим покриттям у Люксембургу (Люксембург). Належав до турнірів 3-ї категорії в рамках Туру WTA 2004. Відбувсь учотирнадцяте і тривав з 25 до 31 жовтня 2004 року. Друга сіяна Алісія Молік здобула титул в одиночному розряді й отримала 35 тис. доларів США.

## Фінальна частина

### Одиночний розряд
Алісія Молік —  Дінара Сафіна, 6–3, 6–4
- Для Молік це був 3-й титул в одиночному розряді за сезон і 4-й — за кар'єру.

### Парний розряд
Вірхінія Руано Паскуаль /  Паола Суарес —  Джилл Крейбас /  Марлен Вайнгартнер, 6–1, 6–7(1–7), 6–3